# ディアナ・クーマン
ディアナ・クーマン（Diana Coomans、1861年8月16日 - 1952年6月18日）は、ベルギーの画家である。画家ジョゼフ・クーマンの娘で、父親と同じく古代ローマ時代の衣装の女性などを描いたことで知られている。

## 略歴
パリで生まれた。画家の父親ジョゼフ・クーマン（Joseph Coomans: 1816-1889）はブリュッセル生まれで、最初の妻との間に兄のオスカル＝ジャン・クーマン（Oscar-Jean Coomans: 1848-1884）がいて作家、詩人になり、姉のエヴァ（HevaHeva Coomans: 1860-1939) とディアナ・クーマンは父親の2番目の妻の娘であった。ディアナは姉とともに父親から絵を学び、画家になった。父は古代ローマ時代の衣装を着た女性を題材にした絵画で国際的に人気になった画家で、1888年10月から1889年6月まで、姉妹は父親とアメリカのフィラデルフィアとニューヨークに旅し、父親はヨーロッパに戻った直後に亡くなったが、姉妹は1890年代にしばしばニューヨークに旅し、1910年からニューヨークに住み、絵画教師としても働いた。
古代ローマの生活を描くという父親のスタイルを引き継いだが、同様に古代の人物を描いたいた絵画を描いて人気のあったローレンス・アルマ＝タデマ（1836-1912）からも影響を受けた可能性もある。
クーマンの作品「Dans le Gynécée（婦人部屋で）」は、1905年にイギリスで出版されたウォルター・ショー・スパローの著書「Women Painters of the World」に収録された。

## 作品

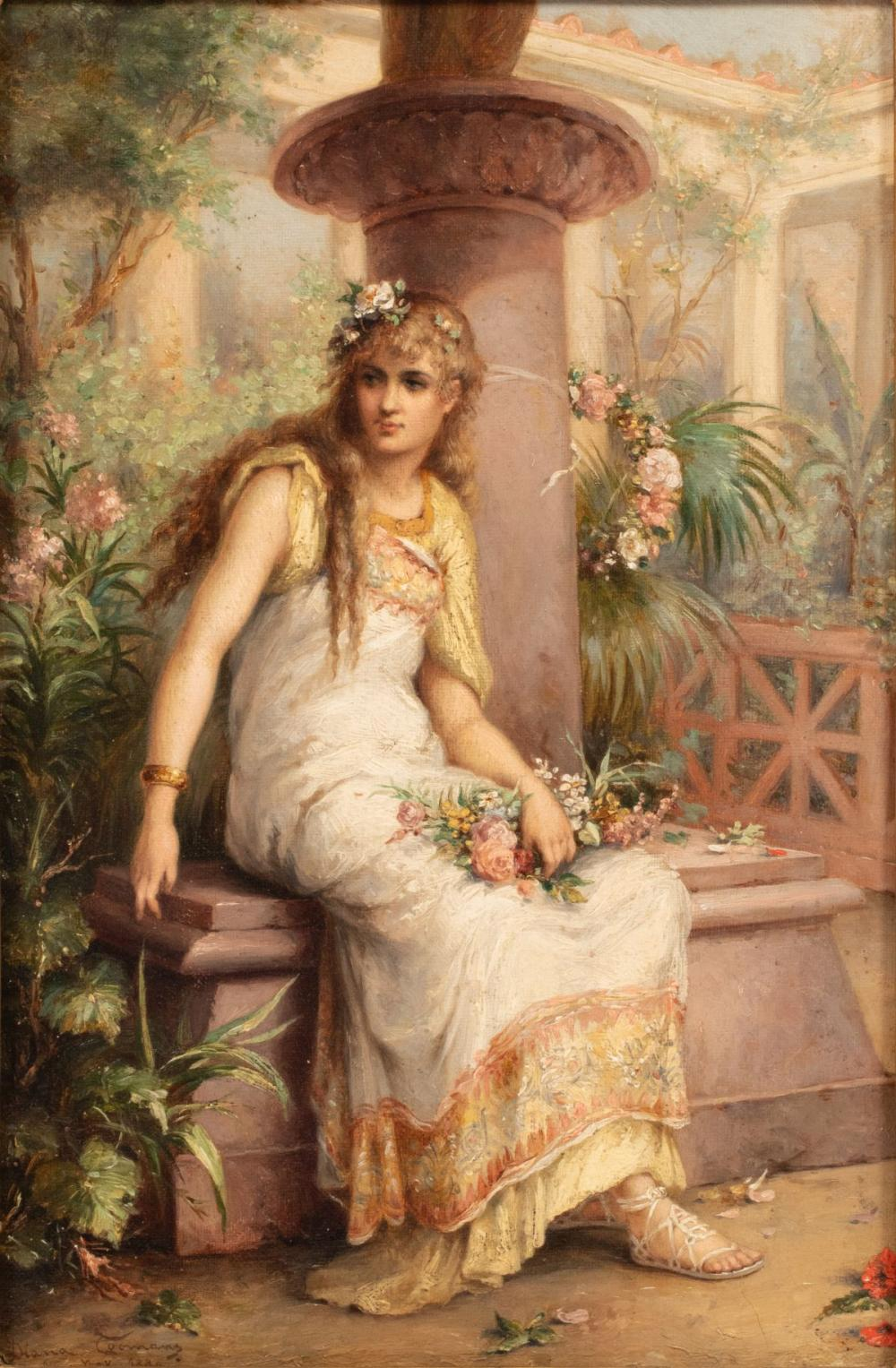
古典的な美女 (1889)
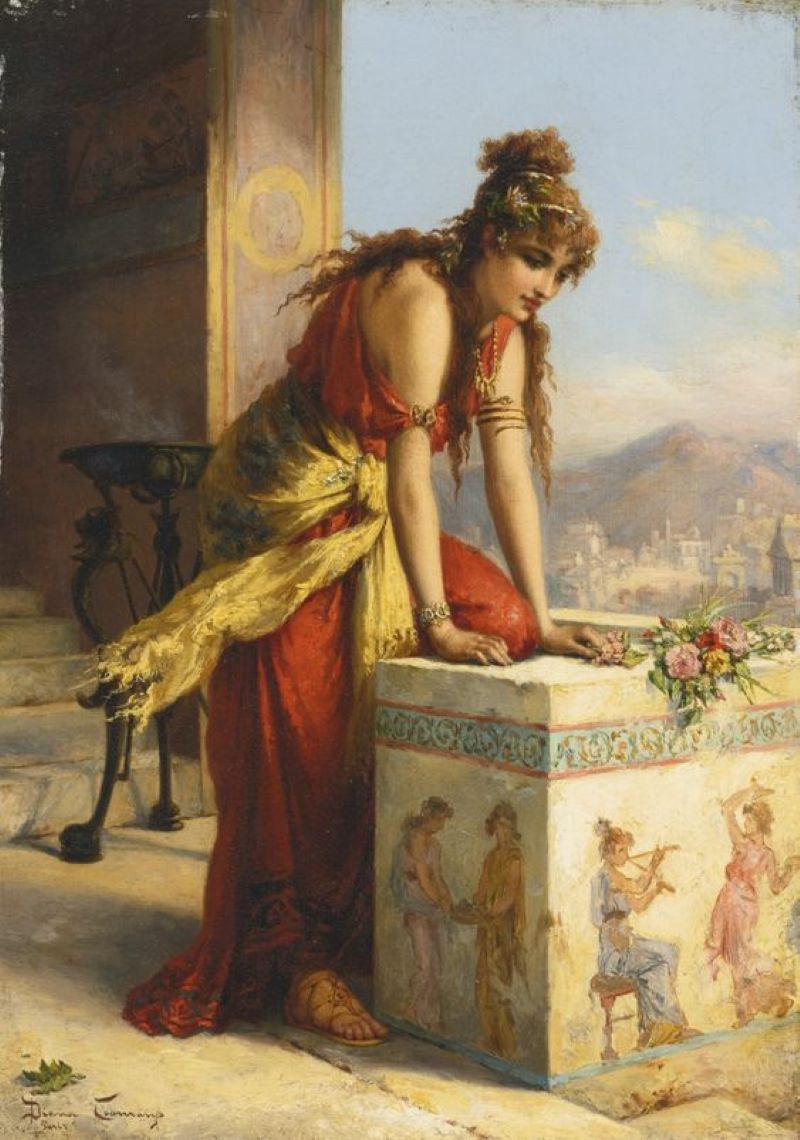
「Woman leaning」
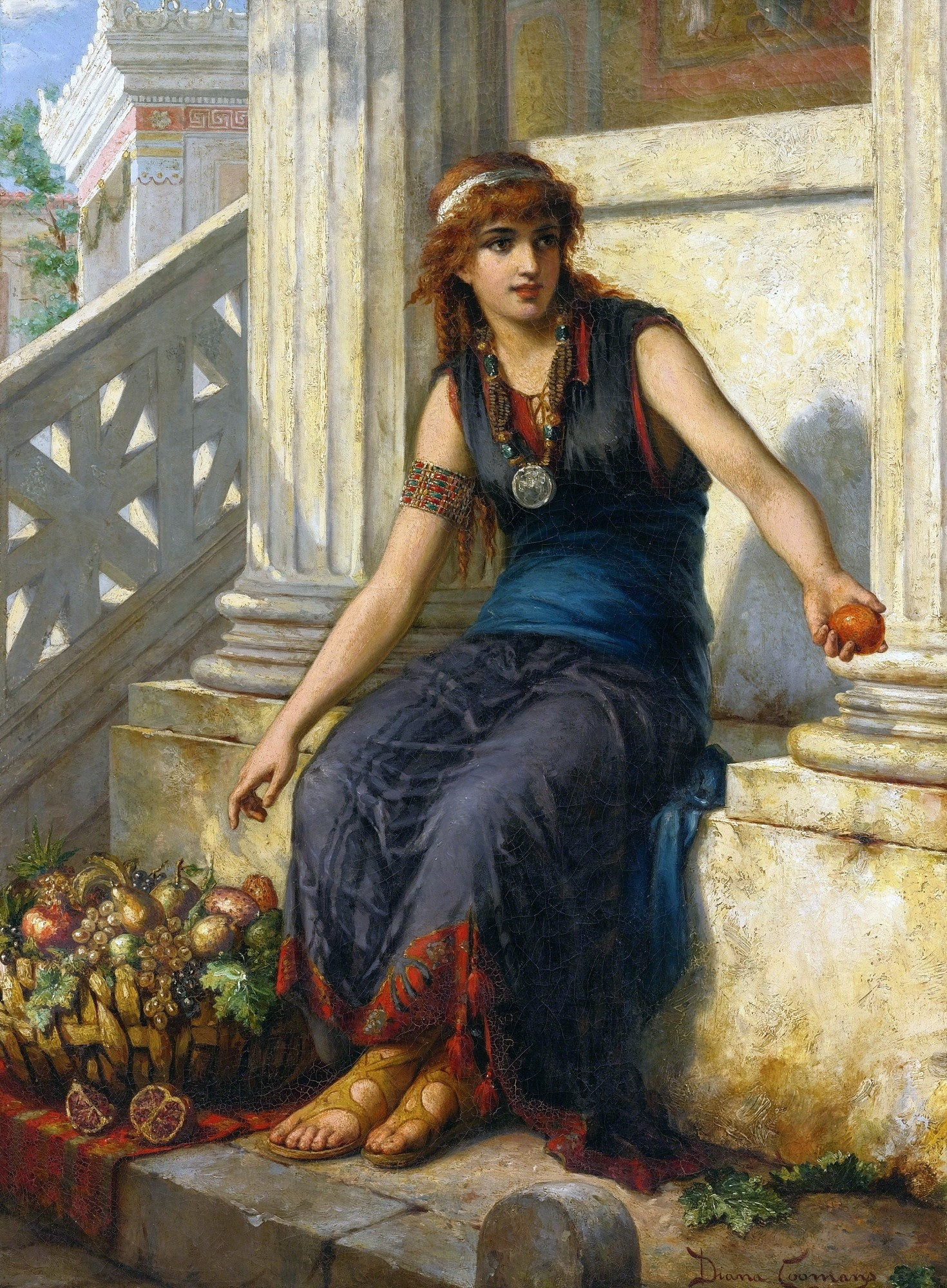
ポンペイの果物売り(1900)
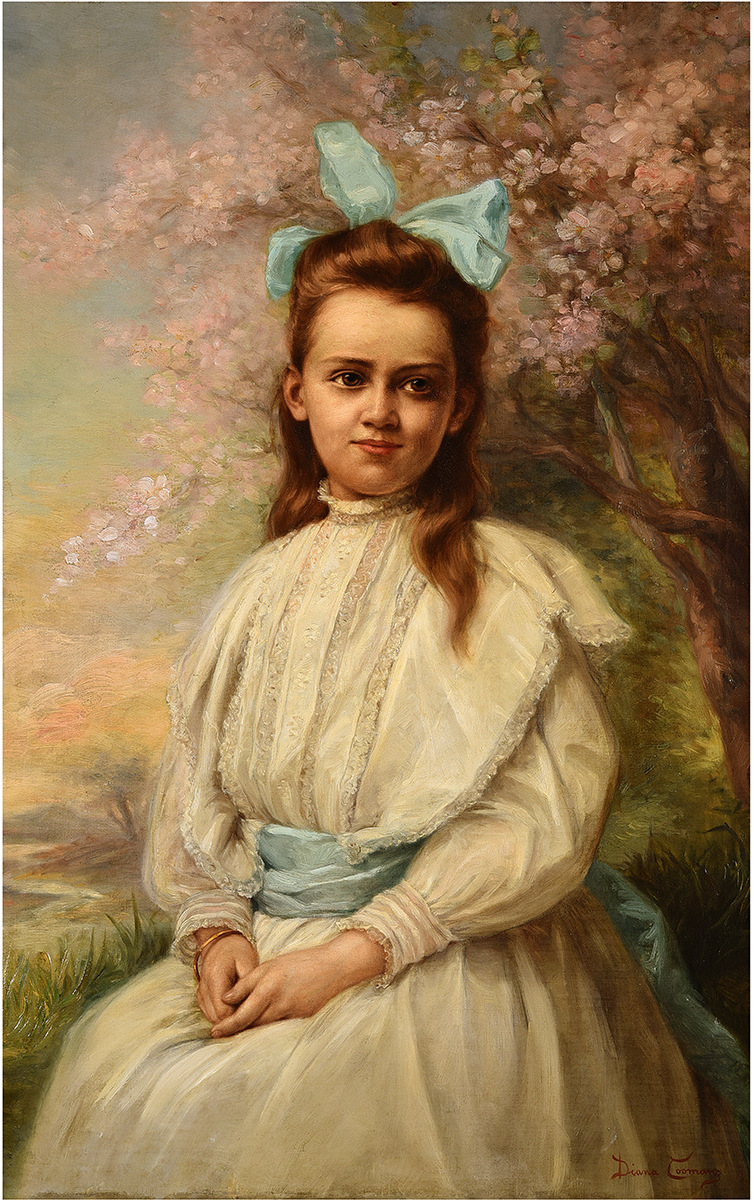
少女像